# Physical-to-Virtual
Physique-à-Virtuel (sigle P2V de l'anglais « Physical To Virtual ») est un processus de migration du système d'exploitation, des applications et des données d'un serveur physique vers une machine virtuelle, accueillie sur une plate-forme virtualisée (la virtualisation).
Les produits utilisés sont distribués par PlateSpin ou VMware.

## Méthodes de migration P2V

### P2V manuelle
Les utilisateurs créent manuellement une machine virtuelle dans un environnement d'hôte virtuel et copie tous les fichiers depuis le système d'exploitation.

### P2V semi-automatique
Réaliser une migration P2V en utilisant un outil qui assiste l'utilisateur pour déplacer les serveurs d'un état physique à un état de machine virtuelle.
- L'outil de Microsoft Virtual Server 2005 Migration Toolkit
- VMware fournit un outil semi-automatique appelé VMware vCenter Converter pour déplacer les serveurs physiques fonctionnant sous Windows ou  Linux en des environnements virtuels lorsqu'ils sont sous tension. VMware vCenter Converter remplace deux utilitaires plus âgés : Importer (compris avec VMware Workstation) et P2V Assistant.
- Virtual Box d'Oracle a un outil pour Linux qui permet la conversion d'une image dd d'un disque dur existant
- Microsoft fournit l'utilitaire SysInternals disk2vhd pour créer des images depuis Windows XP pour être utilisés avec Windows Virtual PC, Microsoft Virtual Server ou Hyper-V.
- openQRM, une plateforme de gestion de datacenter open-source, gère P2V (et V2P, V2V ou P2P).

### P2V complètement automatique
Réaliser une migration P2V en utilisant un outil qui migre le serveur sur le réseau sans aucune interaction avec l'utilisateur.